# Pan (mythologie)
Pan (Oudgrieks: Πᾶν) is een figuur uit de Griekse mythologie. Hij is de god van de wildernis en patroon van de herders en hun vee en het dierlijk instinct.  Pan heeft het onderlijf en de hoorns van een geit, maar een menselijk bovenlijf. 
In de Romeinse mythologie is Pan gelijkgesteld aan de oude natuurgod Faunus. 

## Mythologie
De mythologische afstamming van Pan is niet eenduidig, maar volgens de meeste auteurs is hij een zoon van Hermes. Zijn moeder is volgens sommige bronnen Penelope, volgens een Homerische hymne een dochter van ene Dryops. 
De verering van Pan vond hoofdzakelijk plaats in de rustieke, bergachtige regio Arcadië. In de afgelegen bossen aldaar werd Pan gedacht verantwoordelijk te zijn voor plotse, mysterieuze geluiden, waar de herders en hun kuddes bang voor waren. Dit is de herkomst van het woord paniek. 
Als rustieke godheid wordt Pan vaak afgebeeld in het gevolg van de wijngod Dionysos, nimfen en satyrs. Met die laatste wezens heeft Pan zowel overeenkomsten in uiterlijke kenmerken als in seksuele wellust. In enkele verhalen koestert hij verliefde gevoelens voor de nimf Echo. 
Pans belangrijkste attribuut is de naar hem genoemde panfluit. Hij kreeg deze toen hij de nimf Syrinx achterna zat en zij zich - om haar maagdelijkheid te behouden - liet veranderen in een rietstengel. Hiervan maakte Pan vervolgens zijn fluit. In een ander verhaal zou Pan met dit instrument de god Apollo uitgedaagd hebben voor een muziekwedstrijd. Apollo werd uitgeroepen tot winnaar, maar de Frygische koning Midas betwistte dit. Als straf hiervoor kreeg de koning ezelsoren toebedeeld. Volgens een Siciliaanse mythe zou Pan de de kunst van het fluitspelen doorgegeven hebben aan de herder Daphnis, de grondlegger van de bucolische poëzie. 

## Latere receptie

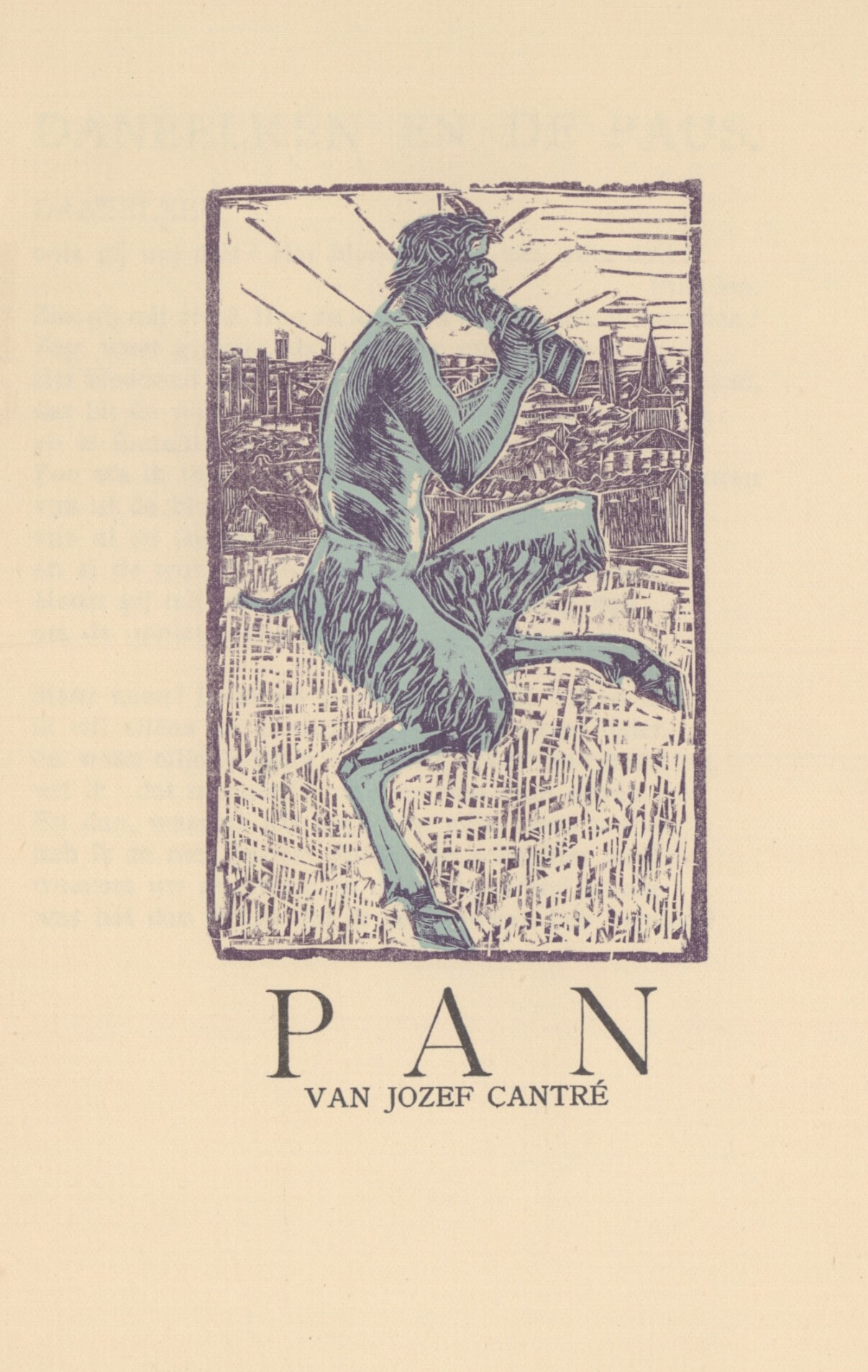
Pan afgebeeld in het Vlaamse tijdschrift "Regenboog". Ontwerp voor houtsnede "Pan" van Jozef Cantré. Gepubliceerd in 1918.

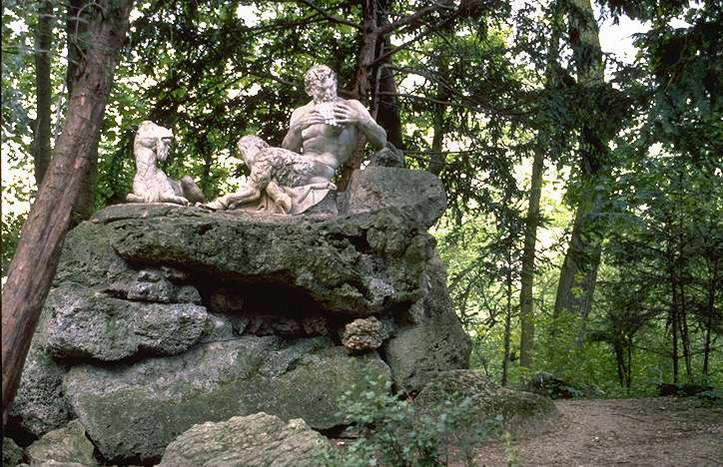
Pan speelt op de panfluit.

### Dood
In het boek De defectu oraculorum van Plutarchus is opgetekend dat Pan de enige Griekse god zou zijn van wie vermeld is, dat hij zou zijn overleden. Volgens het vehaal zou in de tijd van keizer Tiberius een schipper, Thamus, die bij het eiland Paxi voer, een stem uit het niets gehoord hebben die hem vertelde dat de grote god Pan dood was. Thamus moest dit aan de mensen van Palodes vertellen. Toen hij in de buurt van Palodes kwam, riep hij naar de wal: "De grote god Pan is dood!" Er klonken vanaf de wal uit vele kelen weeklachten en de ontzette schepelingen vertelden het verhaal overal in de antieke wereld rond. 
Door latere christelijke auteurs is dit verhaal op verschillende manieren geïnterpreteerd als een allegorie op de dood van Jezus Christus. 

### Iconografie
Het uiterlijk van Pan is vanaf de middeleeuwen veelvuldig gebruikt geweest om de duivel af te beelden.